# ...E fuori nevica! (film)
...E fuori nevica! è un film del 2014 scritto, diretto ed interpretato da Vincenzo Salemme, liberamente tratto dalla commedia teatrale omonima (1995) dello stesso Salemme.

## Trama
Enzo, Cico e Stefano sono tre fratelli: Enzo è uno sfortunato musicista che lavora sulle navi da crociera, Cico soffre di una forma di schizofrenia, mentre Stefano è quello "normale" dei tre. Dopo la morte della madre, Enzo e Stefano hanno il compito di badare a Cico, compito per niente facile per i due fratelli.

## Trailer
Il trailer ufficiale è stato pubblicato sul canale YouTube della Warner Bros., il 3 luglio 2014.

## Distribuzione
Il film è uscito nei cinema italiani il 16 ottobre 2014, prodotto da Cinemaundici e distribuito da Warner Bros.